# Bucerdea Grânoasă (Alba)
Bucerdea Grânoasă (en allemand : Burhardsdorf ; hongrois : Búzásbocsárd) est une commune du județ d'Alba en Roumanie. Sa population s'élevait à 2 235 habitants en 2011.

## Villages
Elle se compose de quatre villages : Bucerdea Grânoasă, Cornu, Pădure et Pânca. Elles faisaient partie de Crăciunelu de Jos jusqu'à leur scission en 2006.

## Démographie
Lors de ce recensement de 2011, 64,29 % de la population se déclarent roumains, 13,55 % comme roms et 18,56 % hongrois (3,57 % ne déclarent pas d'appartenance ethnique).

## Politique
| Parti | Parti                                      | Sièges |
| ----- | ------------------------------------------ | ------ |
|       | Parti national libéral (PNL)               | 5      |
|       | Union démocrate magyare de Roumanie (UDMR) | 3      |
|       | Parti social-démocrate (PSD)               | 1      |
|       | Alliance des libéraux et démocrates (ALDE) | 1      |
|       | Parti Mouvement populaire (PMP)            |        |